# Северо-Западный университет (ЮАР)

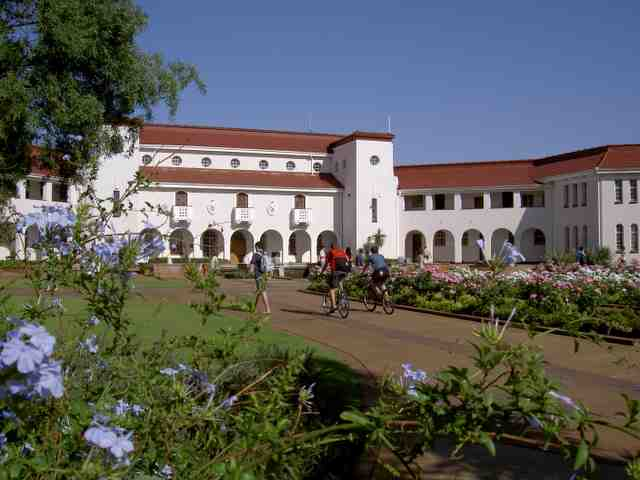
Потчефструмский кампус.

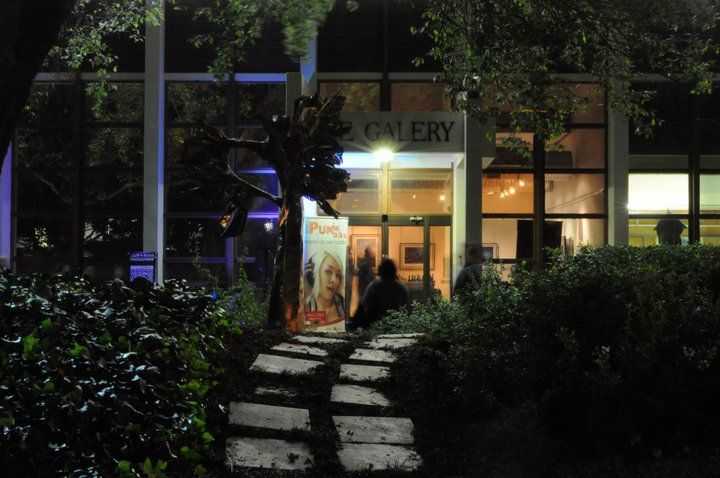
Галерея Северо-западного университета.

Северо-западный университет (англ. The North-West University) — образованный 1 января 2004 года публичный университет ЮАР, состоящий из трёх кампусов в городах Почефструм, Мафикенг и Фандербейлпак.
Образован в результате слияния Потчефструмского университета высшего христианского образования и Университета Северо-Запада (бывшего Университета Бопутатстваны).
Потчефструмский кампус (бывший Потчефструмский университет высшего христианского образования, основан в 1869 г. как семинария, в 1905 г. включил в себя персонал расформированной бюргердорпской семинарии) — крупнейший из кампусов. Здесь расположена штаб-квартира университета. Образование в Потчефструме ведётся в основном на африкаанс, тогда как в Мафикенге — многоязычное. Третий кампус, в Фандербейлпаке — относительно небольшой.
После слияния НЗУ стал одним из крупнейших университетов в ЮАР. В 2012 г. общее число студентов (очных и заочных) составило 64 081 человека.
Согласно статистике Webometrics в январе 2012 г., НЗУ занимает 18 место среди университетов Субсахарской Африки, 23 в Африке в целом, и 1677 среди 20300 университетов мира.